# جيوفري بين
جيفري بين (بالإنجليزية: Geoffrey Beene)‏ (ولد صمويل ألبرت بوزمان جونيور ، 30 أغسطس 1927 - 28 سبتمبر 2004) مصمم أزياء أمريكي. حيث كان واحد من أشهر مصممي الأزياء في نيويورك، وقد اشتهرت بمهاراته الفنية والتقنية وخلق ملابس نسائية بسيطة ومريحة، تكريما لإرث أزياء بين، أنشأ مجلس مصممي الأزياء في أمريكا جائزة جيفري بين لإنجاز مدى الحياة السنوية في عام 1984.

## وفاته
توفي بين في 28 سبتمبر 2004 بسبب مضاعفات (التهاب رئوي من سرطان عن عمر 77 عامًا. امتدت مهنته في تصميم الأزياء لأكثر من 40 عامًا.

## روابط خارجية
- جيوفري بين على موقع IMDb (الإنجليزية)
- جيوفري بين على موقع إن إن دي بي (الإنجليزية)
- جيوفري بين على موقع قاعدة بيانات الفيلم (الإنجليزية)

- Official company website
- American Ingenuity: Sportswear 1930s-1970s, an exhibition catalog from The Metropolitan Museum of Art Libraries (fully available online as PDF), which contains material on Geoffrey Beene (see index)
- جيوفري بين في قاعدة بيانات الأفلام على الإنترنت